# Nasenpolyp
Nasenpolypen sind Ausstülpungen von chronisch entzündeter und ödematöser Schleimhaut in der Nasenhöhle. Diese Ausstülpungen bestehen aus Schleimhaut, welche aus den Siebbeinzellen oder aus den Kieferhöhlen stammt. Sie können zu Behinderung der Nasenatmung, Geruchssinnverlust und weiteren Erkrankungen der Nasennebenhöhlen führen. Echte Nasenpolypen haben mit den Rachenmandeln (Adenoide Vegetationen), die umgangssprachlich auch als „Polypen“ bezeichnet werden, nichts zu tun.

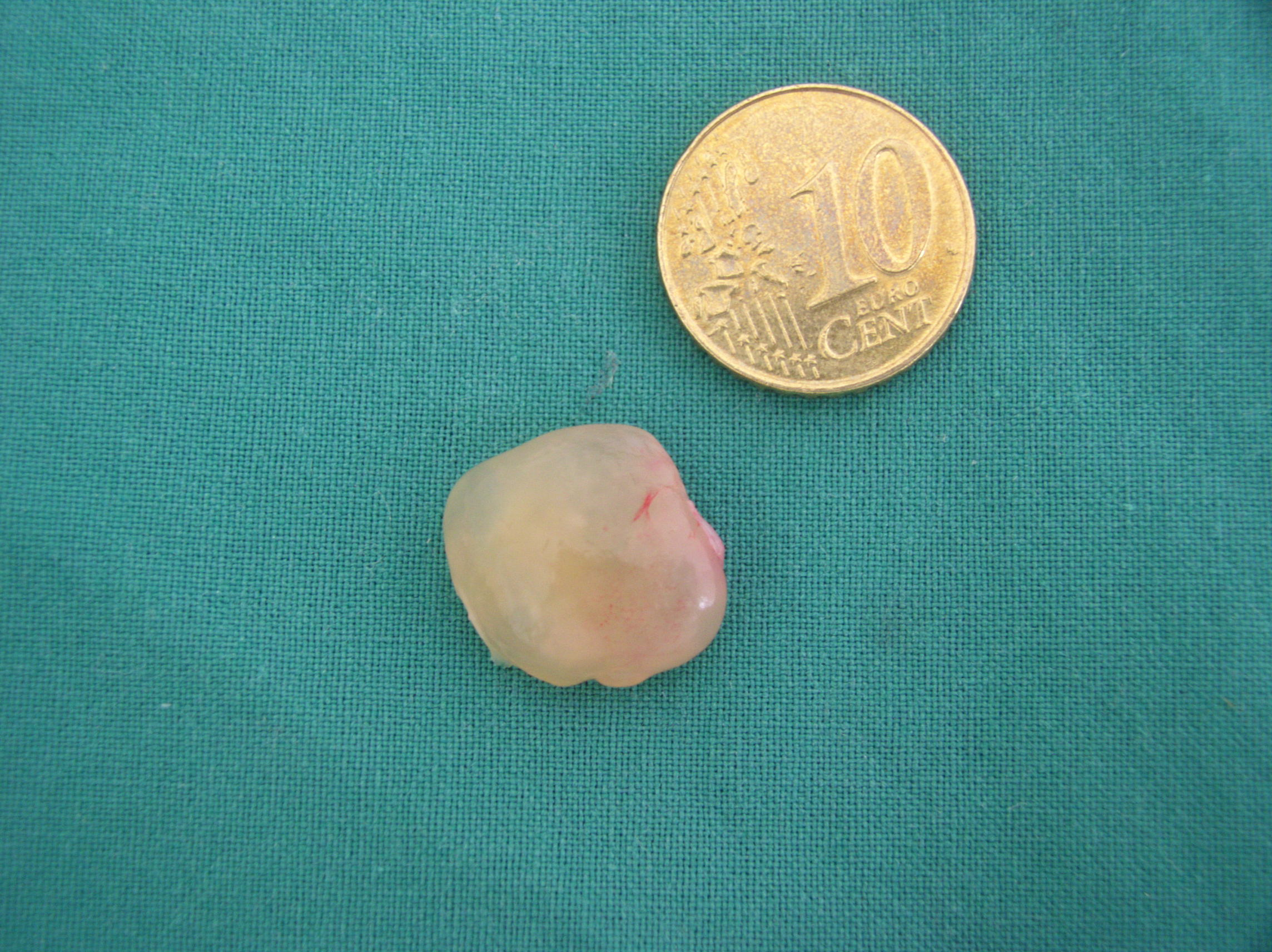
Nasenpolyp (Basis)

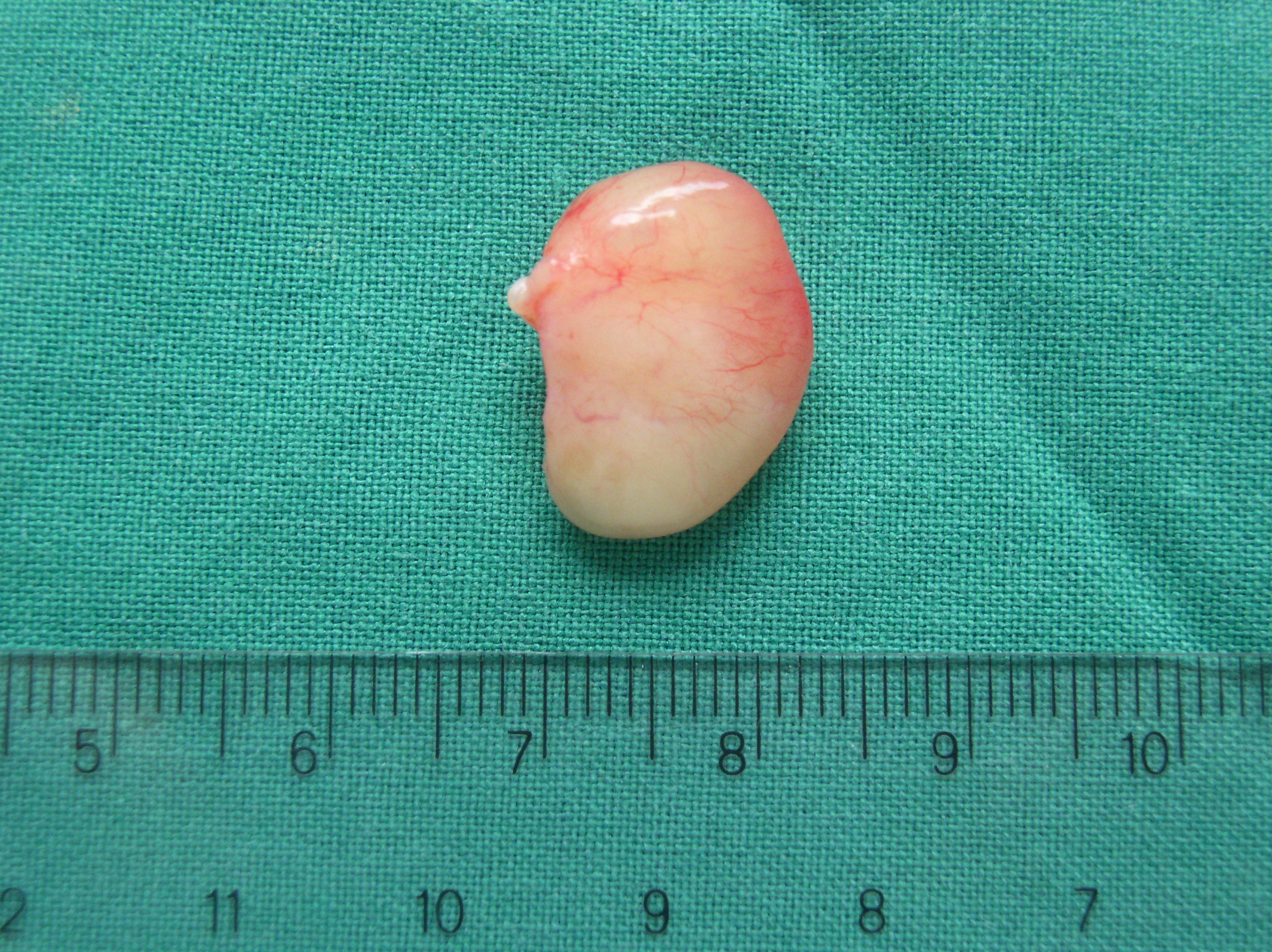
Nasenpolyp

Gering ausgeprägte Erkrankungen können durch Einnahme von Glukokortikoiden (Mometasonfuroat, kortisonhaltige Nasensprays, Kortisontabletten u. ä.) behandelt werden. Zumeist ist jedoch eine chirurgische Therapie (z. B. eine Infundibulotomie) erforderlich, um die Nasenatmungsbehinderung und den Geruchsverlust wirksam zu behandeln. Die Operationen werden endonasal (durch die Nasenhöhlen) und in Allgemeinnarkose minimalinvasiv durchgeführt und erreichen Heilungsraten von etwa 50 % und eine Beschwerdebesserung in 90 % der Fälle. Nasenpolypen und chronisch-polypöse Nebenhöhlenerkrankungen neigen zu Rezidiven. Oft sind im Krankheitsverlauf mehrere Operationen erforderlich. Ein neueres Verfahren, bei dem die Polypen per Laser abgetragen werden, soll geringere Rezidivraten aufweisen. Minimalinvasive Nebenhöhlenoperationen zählen zu den anspruchsvollen Eingriffen im HNO-Bereich und sind für Patienten vielfach mit einem mehrtägigen Krankenhausaufenthalt und intensiver Nachbehandlung verbunden.